# Biezdrowo (gromada)
Biezdrowo (od 1 I 1960 Ćmachowo) – dawna gromada, czyli najmniejsza jednostka podziału terytorialnego Polskiej Rzeczypospolitej Ludowej w latach 1954–1972.
Gromady, z gromadzkimi radami narodowymi (GRN) jako organami władzy najniższego stopnia na wsi, funkcjonowały od reformy reorganizującej administrację wiejską przeprowadzonej jesienią 1954 do momentu ich zniesienia z dniem 1 stycznia 1973, tym samym wypierając organizację gminną w latach 1954–1972.
Gromadę Biezdrowo z siedzibą GRN we Biezdrowie utworzono – jako jedną z 8759 gromad na obszarze Polski – w powiecie szamotulskim w woj. poznańskim, na mocy uchwały nr 35/54 WRN w Poznaniu z dnia 5 października 1954. W skład jednostki weszły obszary dotychczasowych gromad Biezdrowo, Ćmachowo, Pożarowo i Wartosław oraz miejscowość Lubowo z dotychczasowej gromady Lubowo – ze zniesionej gminy Wróblewo w tymże powiecie. Dla gromady ustalono 18 członków gromadzkiej rady narodowej.
Gromadę zniesiono 1 stycznia 1960 w związku z przeniesieniem siedziby GRN z Biezdrowa do Ćmachowa i zmianą nazwy jednostki na gromada Ćmachowo.